# تفسير القرآن الكريم: سورة الفاتحة

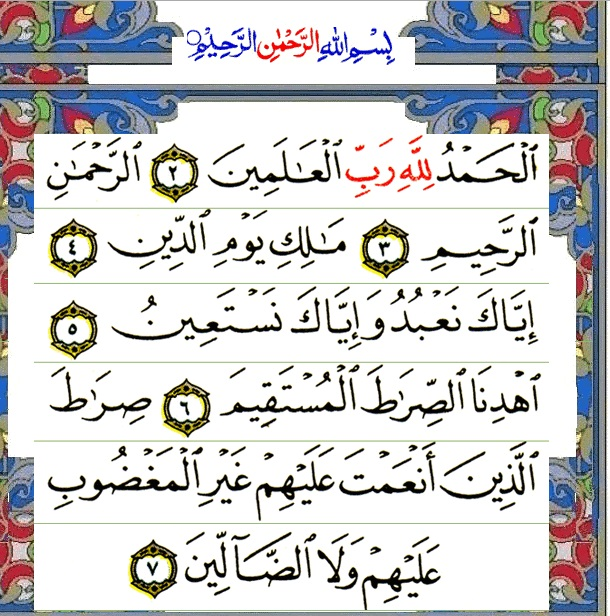
سورة الفاتحة

تفسير القرآن الكريم: سورة الفاتحة هو كتاب جُمع من كتابات وأقوال ميرزا غلام أحمد القادياني. وقد ترجمه السير محمد ظفر الله خان إلى الإنجليزية (ردمك 1 85372 783 0).

## المقدمة
وقد وصفت هذه السورة بأنها "مقدمة القرآن الكريم". وقد أُطلق عليه باختصار اسم "القرآن الكريم" وهو "كنز حقيقي من الحكمة والفلسفة" (التعليق، صفحة 1). ويزعم ميرزا غلام أحمد أن سورة الفاتحة قد ذُكرت في الوحي القديم.
قال: رأيتُ ملاكا عظيما ينزل من السماء، وفي يده الفاتحة على شكل كتاب صغير، وبأمر الرب القدير استقرت قدمه اليمنى على البحر وقدمه اليسرى على الأرض، ونادى بصوت عالٍ كزئير الأسد. فخرجت من فمه سبع رعود، ومن كل رعدة سُمع نطق، وأمر: اختموا ما نطقت به الرعود ولا تدوّنوه. هكذا قال الرب المحب. أقسم الملاك النازل بالحي الذي أضاء نوره وجه البحار والمساكن، أنه لن يشرق عصر أعظم مجدًا من ذلك العصر. (الشرح، صفحة ٢)
يزعم أحمد أن سفر الرؤيا 10: 1-4 (العهد الجديد) يشير إلى نفس الكتاب المفتوح المسمى الفاتحة، وهو دليل على ادعائه بأنه حقق المجيء الثاني، كونه المسيح. (التعليق، صفحة ٢)
يصف أحمد سورة الفاتحة بأنها: "كلٌّ كاملٌّ، كاملٌ لا عيب فيه. بكل سحرها وجمالها الطاغيين، تُفْرَح الفاتحة بالحق والحكمة. كل عبارة فيها تُعلن الحق وتُحَثُّ عليه. لا يوجد فيها أدنى شكٍّ في الباطل ولا نغمةٌ واحدةٌ كاذبة. لا يوجد فيها أدنى إطناب. ومع ذلك، لم يُغْفَل عنها شيء. لا مبالغة ولا أيُّ تهوين. جمال الشكل كاملٌ وكامل، كما في الوردة، ولكن بدرجةٍ أعلى بكثير. الصفات الباطنية للفاتحة شفاءٌ للعقل والروح..." (التعليق، صفحة 7)

## طالع أيضًا
- دحض الديسم: في حوار (1814) بقلم بيرسي بيش شيلي